# 엘란도르상
엘란도르상(프랑스어: Élan d'or, エランドール賞 에란도루쇼[*])은 일본 영화 텔레비전 프로듀서 협회가 선정하는 영화, 텔레비전 프로그램, 배우, 방송 프로듀서 등에게 주어지는 상이다. 1956년에 창설됐으며, 처음에는 배우만이 수상 대상이었다.
상 이름인 '엘란도르'는 프랑스어로 '황금의 비상(飛翔)'이라는 뜻이다.

## 주요 수상자

### 2010년대
2010년
- 신인상 - 에이쿠라 나나, 오카다 마사키, 시다 미라이, 다베 미카코, 마쓰다 류헤이, 미즈시마 히로
- 영화 작품상 - 《지지 않는 태양》 (도호)
- 드라마 작품상 - 《천지인》 (NHK)
- 특별상 - 기무라 다이사쿠, 모리시게 히사야, 《낚시바보일지》 (쇼치쿠)

2011년
- 신인상 - 기치세 미치코, 기리타니 겐타, 사토 다케루, 마쓰시타 나오, 미쓰시마 히카리, 무카이 오사무
- 영화 작품상 - 《고백》 (도호)
- 드라마 작품상 - 《료마전》 (NHK)
- 특별상 - 데라지마 시노부, 《게게게의 여보》 (NHK)

2012년
- 신인상 - 고라 겐고, 이노우에 마오, 와타나베 안, 하세가와 히로키, 요시타카 유리코
- 특별상 - 《파트너 제작팀》, 《3학 V반 긴파치선생 제작팀》, 《대하드라마 50》

### 2000년대
2000년
- 신인상 - 나카타니 미키(제5회 대상), 이케우치 히로유키, 가토 하루히코, 나카무라 유스케

2001년
- 신인상 - 이토 히데아키, 구보즈카 요스케, 오이카와 미쓰히로, 이케와키 지즈루, 가토 아이, 야다 아키코
- 영화 작품상 - 《학교 4》
- 드라마 작품상 - 《뷰티풀라이프》 (TBS)

2002년
- 신인상 - 구니나카 료코, 사카구치 겐지, 다케우치 유코, 쓰마부키 사토시, 후지키 나오히토, 요네쿠라 료코
- 영화 작품상 - 《센과 치히로의 행방불명》 (지브리/도호)
- 드라마 작품상 - 《HERO》 (후지TV)
- 특별상 - 에나리 가즈키

2003년
- 신인상 - 오자와 유키요시, 기쿠카와 레이, 시바사키 코우, 나카마 유키에, 후지와라 다쓰야
- 영화 작품상 - 《황혼의 사무라이》 (쇼치쿠)
- 드라마 작품상 - 《북쪽의 나라에서 2002 유언》
- 특별상 - 후카사쿠 긴지

2004년
- 신인상 - 우에토 아야, 오다기리 조, 고유키, 데라지마 시노부, 나카무라 시도, 야마다 다카유키
- 영화 작품상 - 《춤추는 대수사선 2》 (도호)
- 드라마 작품상 - 《비운의 왕비》
- 특별상 - 니시무라 교타로

2005년
- 신인상 - 이시하라 사토미, 이토 미사키, 나가사와 마사미, 나리미야 히로키, 야마모토 고지
- 영화 작품상 - 《세상의 중심에서 사랑을 외치다》 (도호)
- 드라마 작품상 - 《하얀 거탑》 (후지TV)
- 특별상 - 노자와 히사시

2006년
- 신인상 - 이토 아쓰시, 우치야마 리나, 사와지리 에리카, 하야미 모코미치, 호리키타 마키
- 영화 작품상 - 《올웨이즈 3번가의 석양》 (도호)
- 드라마 작품상 - 《고쿠센》 (NTV)
- 특별상 - 모리 미쓰코, 《전차남》(도호/교도 TV/후지 TV)

2007년
- 신인상 - 아오이 유, 아야세 하루카, 우에노 주리, 게키단 히토리, 다마키 히로시, 마쓰야마 겐이치
- 영화 작품상 - 《훌라걸스》
- 드라마 작품상 - 《공명의 갈림길》 (NHK)
- 특별상 - 《노다메 칸타빌레》(후지 TV)

2008년
- 신인상 - 아라가키 유이, 오구리 슌, 간지야 시호리, 단 레이, 오모리 나오
- 영화 작품상 - 《그래도 내가 하지 않았어》 (도호)
- 드라마 작품상 - 《하게타카》
- 특별상 - 《연공》(도호), 《화려한 일족》 (TBS)

2009년
- 신인상 - 에이타, 구로키 메이사, 도다 에리카, 마쓰다 쇼타, 미우라 하루마, 미야자키 아오이
- 영화 작품상 - 《굿바이》
- 드라마 작품상 - 《아츠히메》 (NHK)
- 특별상 - 이치카와 곤, 오가타 겐, 《헤이세이 가면라이더》 (TV 아사히/도에이), 《세상살이 원수살이》 (TBS)

### 1990년대
1990년
- 신인상 - 모토키 마사히로, 야나기바 토시로
- 특별상 - 미야자키 하야오

1992년
- 신인상 - 이시다 히카리, 와쿠이 에미, 나가세 마사토시, 요시오카 히데타카
- 특별상 - 기타노 다케시

1993년
- 신인상 - 가토 마사야, 아카이 히데카즈, 가라사와 도시아키
- 엘란도르협회상 - 요코야마 가즈요시
- 특별상 - 하시다 가즈코, 이타미 주조, 사노 시로

1994년
- 신인상 - 사쿠라이 사치코, 하기와라 마사토
- 특별상 - 《고교교사》 제작진, 류 지슈

1995년
- 신인상 - 야마구치 토모코, 스즈키 안즈, 기시타니 고로, 도요카와 에쓰시, 키무라 타쿠야
- 특별상 - 하기모토 긴이치

1996년
- 신인상 - 도키와 다카코(제1회 대상), 다카하시 가쓰노리, 시나 깃페이

1997년
- 신인상 - 마쓰 다카코(제2회 대상), 이지마 나오코, 세토 아사카, 가미카와 다카야, 니시무라 마사히코
- 특별상 - 다케나카 나오토

1998년
- 신인상 - 간노 미호(제3회 대상), 기무라 요시노, 아사노 다다노부, 우치노 마사아키
- 특별상 - 《모노노케 히메》 제작진, 와타나베 준이치, 이마무라 쇼헤이

1999년
- 신인상 - 마쓰시마 나나코(제4회 대상), 가시와바라 다카시, 가네코 겐, 사카이 미키, 후카다 교코
- 특별상 - 가네시로 다케시, 기타노 다케시, 구로사와 아키라

### 1980년대
1980년
- 신인상 - 시바타 교헤이, 마쓰다이라 켄
- 특별상 - 도시바 일요극장 1200회 방송 제작진

1981년
- 신인상 - 기시모토 가요코
- 특별상 - 나카다이 다쓰야

1982년
- 신인상 - 사나다 히로유키
- 특별상 - 바이쇼 치에코

1983년
- 신인상 - 나카이 기이치
- 특별상 - 마쓰모토 세이초, 마쓰자카 게이코

1984년
- 신인상 - 사토 코이치, 하라다 도모요, 야쿠쇼 고지
- 특별상 - 이마무라 쇼헤이, 하시다 가즈코

1985년
- 신인상 - 이시하라 마리코
- 특별상 - 모리시게 히사야, 모리 미쓰코

1986년
- 신인상 - 기쿠치 모모코, 깃카와 고지, 야나기자와 신고
- 특별상 - 비트 다케시, 이치카와 곤

1987년
- 신인상 - 사이토 유키, 진나이 다카노리, 나카야마 미호, 야스다 나루미, 와타나베 겐

1988년
- 신인상 - 고쿠쇼 사유리, 미나미노 요코, 나카무라 도루

1989년
- 신인상 - 오가타 나오토, 미카미 히로시
- 특별상 - 요시나가 사유리

### 1970년대
1970년
- 신인상 - 사카이 마사아키

1972년
- 신인상 - 미후네 시로

1973년
- 신인상 - 마쓰자카 게이코
- 특별상 - 야마다 요지

1974년
- 신인상 - 하기와라 겐이치, 미우라 도모카즈, 모모이 가오리

1976년
- 신인상 - 오타케 시노부

1977년
- 신인상 - 하라다 미에코
- 특별상 - 스가와라 분타

1978년
- 신인상 - 아사노 유코, 다케시타 게이코, 다케다 데쓰야
- 특별상 - 다카쿠라 겐

1979년
- 신인상 - 모리시타 아이코

### 1960년대
1961년
- 신인상 - 야마자키 쓰토무, 요시나가 사유리

1962년
- 신인상 - 바이쇼 치에코, 지바 신이치

1963년
- 신인상 - 기타오오지 긴야

1964년
- 신인상 - 이치카와 소메고로

1965년
- 신인상 - 와타리 데쓰야

1966년
- 신인상 - 구로사와 도시오

### 1950년대
1956년(제1회)
- 신인상 - 이케우치 준코, 이시하라 유지로, 시라카와 유미, 다카쿠라 겐

1957년
- 신인상 - 나카다이 다쓰야

1958년
- 신인상 - 아사오카 루리코